# 토머스 세벅

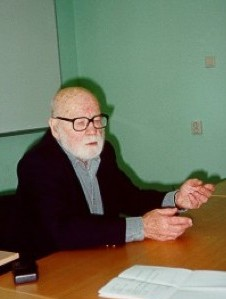

토머스 앨버트 세벅(Thomas Albert Sebeok, 1920–2001)은 헝가리 태생의 미국 기호학자이자 언어학자이다. 생물기호학 분야의 창시자 중 한 명으로서 그는 비인간 및 종간 신호 및 통신을 연구했다. 그는 또한 인간 간섭 태스크 포스 (Human Interference Task Force, 1981년 설립)와 함께 장기간에 걸친 핵폐기물 경고 메시지를 개발한 것으로도 알려져 있다.
1920년 11월 9일 헝가리 부다페스트에서 태어났다. 영국 케임브리지 대학교(Magdalene College)에서 잠시 근무한 후 17세에 미국으로 건너가 1944년에 귀화했다. 1941년 시카고 대학교에서 학사 학위를 받았다. 1943년 프린스턴 대학교에서 로만 야콥슨의 외부 지도하에 인류학 언어학 석사 학위를, 1945년 프린스턴 대학교에서 박사 학위를 받았다.

1943년에 블루밍턴에 있는 인디애나 대학교에서 일을 시작하여 아메리카 원주민인 Carl Voegelin이 미국 최대의 육군 전문 훈련 프로그램을 외국어로 관리하는 것을 도왔다. 그런 다음 그는 동유럽, 러시아 및 아시아의 언어를 다루는 우랄 및 알타이 연구 부서를 만들었다. 그는 또한 대학의 언어 및 기호학 연구 센터의 의장이었다.
인디애나 대학교의 교수로서 인간과 비인간의 신호 및 의사 소통 시스템과 심리철학을 연구했다. 그는 생물기호학 의 창시자 중 한 사람이었고 1963년 인간이 아닌 동물 종에 의한 신호 및 기호의 발달을 설명하기 위해 "동물 기호학 "이라는 용어를 만들었다. 마리어의 측면을 분석하는 여러 기사와 책을 출판했다. 그의 학제간 연구와 전문적 협력은 인류학, 생물학, 민속학, 언어학, 심리학, 기호학 분야를 망라했다.
학문적 활동 외에도 수백 개의 국제 회의 및 연구소를 조직하고 미국 언어 학회, 국제 기호학 협회, 회의적 탐구 위원회 및 미국 기호 학회 와 같은 조직에서 리더십 역할을 했으며 전 세계적으로 언어 및 기호학 교육 프로그램 및 학술 협회의 생성에 기여했다.
4,000권 이상의 책과 700개 이상의 저널로 구성된 그의 개인 기호학 도서관은 에스토니아 타르투 대학교에 있다. 그의 서신 및 연구 파일은 인디애나 대학교 기록 보관소에 보관되어 있다